# إتيان فلوبير باتانغو مبيسا
إتيان فلوبير باتانغو مبيسا (4 نوفمبر 1942 - 5 مارس 2021) كان صيدليًا وباحثًا علميًا كونغوليًا.

## السيرة الشخصية
حصل باتانغو مبسا على شهادته في الصيدلة من جامعة كينشاسا عام 1971. ثم حصل على درجة الماجستير في العلوم الصيدلانية. في عام 1980 أسس مركز البحوث الصيدلانية دي لوزي. في وقت لاحق أنشأ موقعها على شبكة الإنترنت وظل الباحث الأول. كما أصبحت ابنته ماميسا باتانغو مبيسا صيدلانية.
اخترع باتانغو مبيسا دواء ماناديار، والذي تم تصميمه لمكافحة الإسهال الأميبي. كما اخترع مانالاريا التي ساعدت في محاربة الملاريا. في نوفمبر 2020 حصل على عقار ماناكوفيد، الذي تمت الموافقة عليه من قبل وزارة الصحة العامة في جمهورية الكونغو الديمقراطية. تم تصميم الدواء لعلاج كوفيد 19. لم تتم الموافقة عليه بعد من قبل منظمة الصحة العالمية.
توفي إتيان فلوبير باتانغو مبيسا بسبب سرطان البنكرياس في كينشاسا في 5 مارس 2021 عن عمر يناهز 78 عامًا.